# Karem Zoabi
Karem Zoabi (in ebraico כרם זועבי‎?; Tamra, 3 maggio 2006) è un calciatore israeliano, attaccante del Rio Ave.

## Carriera

### Club
Zoabi è cresciuto nel settore giovanile dell'Hapoel Gerusalemme e ha debuttato in prima squadra il 4 aprile 2023 nell'incontro di Ligat ha'Al vinto 2-0 contro il Maccabi Natanya. Promosso definitivamente in prima squadra a partire dalla stagione successiva, il 23 dicembre 2023 ha segnato il suo primo gol nella trasferta pareggiata 1-1 contro il Maccabi Bnei Reineh.
Il 1º luglio 2024 è stato acquistato a titolo definitivo dal Rio Ave, club della prima divisione portoghese.

### Nazionale
Ha giocato nelle nazionali giovanili israeliane Under-17, Under-18 ed Under-19.

## Statistiche
Statistiche aggiornate al 15 agosto 2024.

### Presenze e reti nei club
| Stagione        | Squadra            | Campionato      | Campionato | Campionato | Coppe nazionali | Coppe nazionali | Coppe nazionali | Coppe continentali | Coppe continentali | Coppe continentali | Altre coppe | Altre coppe | Altre coppe | Totale | Totale | Totale |
| Stagione        | Squadra            | Comp            | Pres       | Reti       | Comp            | Pres            | Reti            | Comp               | Pres               | Reti               | Comp        | Pres        | Reti        | Pres   | Reti   |        |
| --------------- | ------------------ | --------------- | ---------- | ---------- | --------------- | --------------- | --------------- | ------------------ | ------------------ | ------------------ | ----------- | ----------- | ----------- | ------ | ------ | ------ |
| 2022-2023       | Hapoel Gerusalemme | LHA             | 4          | 0          | CI+TC           | 0               | 0               |                    | -                  | -                  |             | -           | -           | 4      | 0      |        |
| 2023-2024       | Hapoel Gerusalemme | LHA             | 21         | 3          | CI+TC           | 2+0             | 0               |                    | -                  | -                  |             | -           | -           | 23     | 3      |        |
| 2024-2025       | Rio Ave            | PL              | 0          | 0          | CP+CdL          | 0               | 0               |                    | -                  | -                  |             | -           | -           | 0      | 0      |        |
| Totale carriera | Totale carriera    | Totale carriera | 25         | 3          |                 | 2               | 0               |                    | -                  | -                  |             | -           | -           | 27     | 3      |        |